# La Douceur
 (avril 2021).
Si vous disposez d'ouvrages ou d'articles de référence ou si vous connaissez des sites web de qualité traitant du thème abordé ici, merci de compléter l'article en donnant les références utiles à sa vérifiabilité et en les liant à la section « Notes et références ».
Pour les articles homonymes, voir Douceur.
La Douceur est un roman écrit par Christophe Honoré publié en 1999.

## L'histoire
Steven a onze ans quand il commet un acte barbare, pendant une colonie de vacances, en compagnie de son amant Jérémy qui l'a entraîné. Découvrant leurs premiers émois homosexuels, ils commettent l'irréparable en tuant un de leurs camarades et en faisant subir à son corps des actes de barbarie. Baptiste, le grand frère de 18 ans, rencontre le lendemain soir la directrice de la colonie, Aude. Huit ans après, Aude et Baptiste sont toujours ensemble, mais le souvenir du crime de Steven est toujours présent. Steven, lui, est toujours dans une institution psychiatrique.
Le dernier chapitre est exclusivement consacré à l'histoire de F., « douce parmi les douces », qui permet à l'auteur de clore son ode à la douceur de la manière la plus douce qui soit. 